# 650 Амаласунта
650 Амаласунта (650 Amalasuntha) — астероїд головного поясу, відкритий 4 жовтня 1907 року Августом Копфом у Гейдельберзі.